# Friendster
Friendster – serwis społecznościowy funkcjonujący w latach 2002–2015.
Został założony w 2002 r. przez programistę Jonathana Abramsa. Portal był publicznie dostępny od marca 2003 roku. Według danych z 2008 r. z serwisu Friendster korzystało miesięcznie 37,1 mln osób. Zdecydowana większość bazy użytkowników serwisu pochodziła z Azji. Platforma zyskała popularność na Filipinach oraz w Singapurze, Malezji i Indonezji.
Po przejęciu serwisu przez malezyjską firmę Friendster został przekształcony w platformę społecznościową poświęconą grom internetowym. Portal został zamknięty 14 czerwca 2015.
Nazwa „Friendster” została stworzona z dwóch słów: friend („przyjaciel, znajomy”) i „Napster” (nazwa serwisu do udostępniania plików).